# Bothriochloa hirtifolia
Bothriochloa hirtifolia là một loài thực vật có hoa trong họ Hòa thảo. Loài này được (J.Presl) Henrard mô tả khoa học đầu tiên năm 1942.